# Komitat Békés
Komitat Békés (węg. Békés vármegye) – jeden z komitatów na Węgrzech. Na północy graniczy z komitatem Hajdú-Bihar, od zachodu z komitatami Jász-Nagykun-Szolnok i Csongrád, od południa i wschodu z Rumunią. Komitat wchodzi w skład regionu unijnego „Południowa Nizina Węgierska” (Dél-Alföld).

## Osadnictwo
Osadnictwo jest typowe dla Wielkiej Niziny Węgierskiej. Znamienna jest mała liczba stosunkowo rozległych i ludnych gmin, ale występuje tu też wiele pojedynczych domów na stepie (tanya). 70% ludności mieszka w miastach, w tym 17% w stolicy komitatu.

### Miasta komitatu
Miasta komitatu (wg liczby mieszkańców; stan na 2001 r. – dane spisowe):
| - Békéscsaba: 67 968 - Gyula: 33 041 - Orosháza: 31 764 - Békés: 21 663 - Szarvas: 18 497 - Gyomaendrőd: 15 381 | - Mezőberény: 11 389 - Sarkad: 10 818 - Szeghalom: 10 198 - Dévaványa: 8888 - Vésztő: 7656 - Mezőkovácsháza: 7006 | - Battonya: 6806 - Tótkomlós: 6547 - Füzesgyarmat: 6428 - Mezőhegyes: 6399 - Csorvás: 5765 - Elek: 5480 - Kondoros: 5320 (2010) |

### Gminy wiejskie komitatu
Gminy wiejskie komitatu (alfabetycznie)
| - Almáskamarás - Békéssámson - Békésszentandrás - Bélmegyer - Biharugra - Bucsa - Csabacsűd - Csabaszabadi - Csanádapáca - Csárdaszállás - Doboz - Dombegyház - Dombiratos - Ecsegfalva | - Gádoros - Gerendás - Geszt - Hunya - Kamut - Kardos - Kardoskút - Kaszaper - Kertészsziget - Kétegyháza - Kétsoprony - Kevermes - Kisdombegyház | - Körösnagyharsány - Köröstarcsa - Körösújfalu - Kötegyán - Kunágota - Lőkösháza - Magyarbánhegyes - Magyardombegyház - Medgyesbodzás - Medgyesegyháza - Mezőgyán - Méhkerék - Murony - Nagybánhegyes | - Nagykamarás - Nagyszénás - Okány - Örménykút - Pusztaföldvár - Pusztaottlaka - Sarkadkeresztúr - Szabadkígyós - Tarhos - Telekgerendás - Újkígyós - Újszalonta - Végegyháza - Zsadány |

## Podział administracyjny
Komitat dzieli się na 8 powiatów:
- Békéscsaba
- Békés
- Gyula
- Mezőkovácsháza
- Orosháza
- Sarkad
- Szarvas
- Szeghalom

## Geografia
Komitat Békés leży na Wielkiej Nizinie Węgierskiej, na pograniczu Międzyrzecza Kereszu i Maruszy (Maros Körös köze)
oraz Wielkiego i Małego Sárrét (Nagy-Sárrét i Kis-Sárrét). Główną rzeką regionu jest Keresz, do którego wpadają Berettyó, Czarny Keresz i Szybki Keresz.
Krajobraz jest tu równinny, a ziemia uprawna niezwykle dobra. Klimat wyjątkowo zmienny w porównaniu do rozpiętości średniej krajowej. Średnia roczna opadów to 645 mm. Najważniejsze bogactwo mineralne to gaz ziemny – wydobywa się tu 1/5 krajowej produkcji.

## Historia
Obszar ten był zamieszkany już w V i IV wieku p.n.e. Przed przybyciem Węgrów te tereny zamieszkiwało wiele różnych plemion: Scytowie, Celtowie, Gepidowie, Sarmaci, Awarowie. Po osiedleniu się Węgrów stolicą powstałego wówczas na tych terenach komitatu zamkowego stało się miasto Békés.
Na początku XV wieku wybudowano tu zamek w Gyula, które było wtedy ważniejszym ośrodkiem komitatu. Później król Maciej Korwin przemianował je na stolicę komitatu. Zamek w Gyula odgrywał bardzo ważną rolę w walkach przeciwko Turkom, został zajęty w 1566 roku. Po nawale tureckiej obszar pozostał wyludniony.
Na początku XVIII wieku, po wypędzeniu Turków i upadku powstania Rakoczego komitat zaczął się stopniowo ponownie zaludniać. Przybywali tu nie tylko Węgrzy, ale także Słowacy (Békéscsaba, Endrőd, Szarvas, Tótkomlós), Serbowie (Battonya), Niemcy (Németgyula, Elek) i Rumuni (Kétegyháza). Ludność obca w większej części zasymilowała się do połowy XIX wieku. W 1858 wybudowano magistralę kolejową łączącą miasto Békéscsaba z Pesztem. Komitat rozwijał się, głównie rolniczo, ze względu na sprzyjające ku temu warunki.
Po I wojnie światowej do komitatu napłynęła ludność z miast, które przeszły pod władzę Rumunii, co spowodowało gwałtowny rozwój miasta Békéscsaba.
W roku 1950 liczba ludności komitatu wynosiła 472 000, co jest wartością do tej pory najwyższą. Począwszy od tego roku stolicą komitatu jest Békéscsaba. W latach sześćdziesiątych XX wieku, podobnie jak w innych częściach kraju, zaczęto rozwijać tu przemysł, co spowodowało wzrost liczby ludności miejskiej.